# 张作理
张作理（1958年—），山东莱西人，汉族，中华人民共和国政治人物、第十一届全国人民代表大会宁夏地区代表。
毕业于山东大学历史文化学院政治史专业，是中共党员。担任宁夏回族自治区石嘴山市委副书记、市长。2008年起担任全国人大代表。